# Federação das Comunidades Francófonas e Acadiana do Canadá
A Federação das Comunidades Francófonas e Acadiana do Canadá ou FCFA (em francês: Fédération des communautés francophones et acadienne du Canada) é uma organização que representa os francófonos canadianos excetuando os do Quebeque, ou seja, os cerca de 2,6 milhões de francófonos que vivem nas outras nove províncias e três territórios que compõem o Canadá. A missão principal desta organização é promover as comunidades francófonas e acadiana a nível nacional e trabalhar para o desenvolvimento da capacidade de se viver em francês em todo o Canadá.
A FCFA é composta por 22 membros, sendo 12 deles associações que representam os francófonos que vivem na Colúmbia Britânica, Alberta, Saskatchewan, Manitoba, Ontário, Novo Brunswick, Nova Escócia, Ilha do Príncipe Eduardo, Terra Nova e Labrador, Yukon, Territórios do Noroeste e Nunavut, e 10 organizações que trabalham para o desenvolvimento das comunidades francófonas e acadiana em nove setores (infância, justiça, mulheres, rádios comunitárias, jornais comunitários, cultura, saúde, alfabetização, idosos e jovens).

## História
A organização foi fundada em 1975 sob o nome Federação dos Francófonos Fora do Quebeque (em francês, Fédération des francophones hors-Québec). Em 1991, mudou a denominação para a atual, Federação das Comunidades Francófonas e Acadiana do Canadá.

## Lista de presidentes
- 1975-1976: Hubert Gauthier (Manitoba)
- 1976-1978: Donatien Gaudet (Novo Brunswick)
- 1978-1980: Paul Comeau (Nova Escócia)
- 1980-1983: Jeannine Séguin (Ontário)
- 1983-1985: Léo LeTourneau (Manitoba)
- 1985-1986: Gilles G. LeBlanc (Nova Escócia)
- 1986-1988: Yvon Fontaine (Novo Brunswick)
- 1989-1991: Guy Matte (Ontário)
- 1991-1993: Raymond Bisson (Manitoba)
- 1993-1995: Claire Lanteigne (Novo Brunswick)
- 1995-1997: Jacques Michaud (Ontário)
- 1997-2000: Gino LeBlanc (Novo Brunswick)
- 2000-2005: Georges Arès (Alberta)
- 2005-2007: Jean-Guy Rioux (Novo Brunswick)
- 2007-2009: Lise Routhier-Boudreau (Ontário)
- 2009-2015: Marie-France Kenny (Saskatchewan)
- 2015-2017: Sylviane Lanthier (Manitoba)
- 2017-2021: Jean Johnson (Alberta)
- 2021-presente: Liane Roy (Novo Brunswick)